# 爪哇裔蘇里南人
爪哇裔蘇里南人，是指生活在蘇里南的爪哇人，他們最早出現在19世紀後期，由荷蘭殖民者由荷屬東印度引入。

## 歷史
在廢除奴隸制之後，蘇里南種植園需要新的勞動力來源。1890年，有影響力的荷蘭貿易協會，蘇里南種植園馬林伯格的業主，對荷屬東印度群島的爪哇族合同工進行了考察。在此之前，英屬印度的印度工人主要是在蘇里南種植園和工廠工作。8月9日，第一名爪哇人抵達帕拉馬里博。考試被認為是成功的，到了1894年，殖民地政府接管了爪哇人的招募工作。他們從荷屬東印度群島到荷蘭，從那裡進入了帕拉馬里博。爪哇移民的運輸持續到1914年（1894年除外），分兩個階段通過阿姆斯特丹。
工人來自中爪哇和東爪哇的村莊。出發地分別是巴達維亞，三寶壟和Tanjung Priok。被徵聘的工人及其家屬在一個倉庫等待出發，在那裡他們進行了檢查和登記，並在那裡簽署了合同。
移民被招聘到種植園工作。例外是1904年的一個小組，當時有77名爪哇人專門從事殖民地鐵路工作。從第一次世界大戰以來，爪哇人也在蒙戈的蘇里南鋁土礦公司工作。移民持續到1939年12月13日。第二次世界大戰的爆發終止了移植計劃

## 人口
前後總共有32,965個爪哇人移民蘇里南。在1954年，8,684個爪哇人返回印度尼西亞，其餘的留在蘇里南。1972年的人口普查統計了蘇里南有57,688名爪哇人，2004年有71,879人次。 此外，2004年共記錄了6萬多人有爪哇族在內的混合血統，但純爪哇族血統人數不詳。

## 在荷蘭
20世紀70年代，20000-25000個爪哇裔蘇里南人去了荷蘭。他們主要在格羅寧根，阿姆斯特丹，海牙，鹿特丹和佐伊梅爾等城市周圍定居。他們很好地融入荷蘭社會，但通過協會和定期組織的會議來維護他們的爪哇族身份。他們大部分仍然有親屬在蘇里南，並發送包裹和金錢給他們，許多人經常訪問蘇里南。